# Chrysemosa umbralis
Chrysemosa umbralis is een insect uit de familie van de gaasvliegen (Chrysopidae), die tot de orde netvleugeligen (Neuroptera) behoort. 
Chrysemosa umbralis is voor het eerst wetenschappelijk beschreven door Navás in 1933.